# Cem Özdemir
Cem Özdemir (wym. [ˌʤɛm ˈœzdɛmiɾ̝]; ur. 21 grudnia 1965 w Bad Urach) – niemiecki polityk pochodzenia tureckiego, poseł do Bundestagu i deputowany do Parlamentu Europejskiego, w latach 2008–2018 współprzewodniczący niemieckich Zielonych, w latach 2021–2025 minister rolnictwa i polityki żywnościowej, a w latach 2024–2025 minister edukacji i badań naukowych.

## Życiorys
Ukończył studia w zakresie pedagogiki społecznej w Evangelische Fachhochschule für Sozialwesen Reutlingen. W 1981 wstąpił do zachodnioniemieckiej partii Zielonych. Od 1989 do 1994 był członkiem władz regionalnych partii w Badenii-Wirtembergii. W latach 1994–2002 pełnił funkcję deputowanego do Bundestagu, od 1998 jako rzecznik frakcji Zielonych odpowiedzialny był za sprawy wewnętrzne. Zrezygnował po ujawnieniu, iż był jednym z polityków naruszających parlamentarne przepisy dotyczące wykorzystywania punktów z programu Miles & More.
W wyborach w 2004 uzyskał mandat posła do Parlamentu Europejskiego VI kadencji. Należał do grupy zielonych i regionalistów, pracował w Komisji Spraw Zagranicznych, był wiceprzewodniczącym Komisji tymczasowej do zbadania sprawy rzekomego wykorzystania krajów europejskich przez CIA do transportu i nielegalnego przetrzymywania więźniów. W PE zasiadał do 2009.
W 2008 został jednym z dwojga współprzewodniczących Zielonych. Rok później bez powodzenia ubiegał się o miejsce w Bundestagu, uzyskał je w 2013. Mandat w federalnym parlamencie utrzymał w 2017; był wówczas jednym z dwóch (obok Katrin Göring-Eckardt) głównych kandydatów partii w wyborach federalnych. W 2018 nowym współprzewodniczącym partii w jego miejsce został Robert Habeck.
Obejmował patronat nad więźniami politycznymi z Białorusi: Kaciaryną Barysiewicz (2020) oraz Ramanem Pratasiewiczem (2021).
W 2021 z powodzeniem ubiegał się o poselską reelekcję. W grudniu tegoż roku w nowo utworzonym rządzie Olafa Scholza objął stanowisko ministra rolnictwa i polityki żywnościowej. W listopadzie 2024 został dodatkowo pełniącym obowiązki ministra edukacji i badań naukowych, po czym w tym samym miesiącu otrzymał nominację na ministra edukacji i badań naukowych. Funkcje rządowe sprawował do maja 2025.

## Odznaczenia i wyróżnienia
- Order Zasługi Badenii-Wirtembergii (2021)[14]
- Doktorat honoris causa Munzur Üniversitesi w Tunceli (2009)[15]